# I liga polska w rugby (1964)
I liga polska w rugby (1964) – ósmy sezon najwyższej klasy ligowych rozgrywek klubowych rugby union w Polsce. Tytuł mistrza Polski zdobyła Skra Warszawa, drugie miejsce AZS Warszawa, a trzecie Czarni Bytom.

## Uczestnicy rozgrywek
Do rozgrywek I ligi przystąpiło tylko 5 drużyn – wszystkie 4 drużyny, które uczestniczyły w rozgrywkach poprzedniego sezonu (AZS Warszawa, Posnania Poznań, Lechia Gdańsk i Czarni Bytom) oraz założona w tym roku sekcja rugby Skry Warszawa (w której znaleźli się zawodnicy dawnego Lotnika Warszawa, a także część byłych graczy AZS Warszawa). W trakcie sezonu wycofała się drużyna Posnanii Poznań. Był to okres kryzysu ligi rugby spowodowanego decyzją Głównego Komitetu Kultury Fizycznej i Turystyki o wpisaniu rugby na listę dyscyplin nierozwojowych.

## Przebieg rozgrywek
Rozgrywki toczyły się w systemie wiosna–jesień. Rozegrano je w formie trzech trzydniowych turniejów – w Poznaniu, Gdańsku i Warszawie.
Wyniki spotkań turnieju w Poznaniu:
- Skra Warszawa – Czarni Bytom 13:0
- Posnania Poznań – Lechia Gdańsk 12:12
- Posnania Poznań – Czarni Bytom 3:3
- AZS Warszawa – Lechia Gdańsk 9:3
- Czarni Bytom – AZS Warszawa 3:18
- Skra Warszawa – Posnania Poznań 31:0
- AZS Warszawa – Skra Warszawa 6:14

Wyniki spotkań turnieju w Gdańsku:
- AZS Warszawa – Posnania Poznań 22:9
- Lechia Gdańsk – Czarni Bytom 6:0
- Posnania Poznań – Czarni Bytom 11:6
- Skra Warszawa – Lechia Gdańsk 12:12
- Skra Warszawa – Czarni Bytom 24:11
- Lechia Gdańsk – AZS Warszawa 3:8

Wyniki spotkań turnieju w Poznaniu:
- AZS Warszawa – Skra Warszawa 5:14
- Czarni Bytom – Lechia Gdańsk 24:6
- AZS Warszawa – Czarni Bytom 8:9
- Skra Warszawa – Lechia Gdańsk 38:13

Tabela końcowa:
| Pozycja | Drużyna         | Liczba meczów | Punkty razem | Bilans punktów |
| ------- | --------------- | ------------- | ------------ | -------------- |
| 1       | Skra Warszawa   | 7             | 20           | 148:47         |
| 2       | AZS Warszawa    | 7             | 15           | 76:57          |
| 3       | Czarni Bytom    | 8             | 13           | 56:89          |
| 4       | Lechia Gdańsk   | 7             | 11           | 55:103         |
| 5       | Posnania Poznań | 5             | 9            | 35:74          |